# ロシア・ナショナル管弦楽団
ロシア・ナショナル管弦楽団（ロシア語: Российский национальный оркестр, 英語: Russian National Orchestra）は、モスクワを拠点とするロシアのオーケストラ。

## 沿革・概要
1990年に、著名なピアニストで指揮者のミハイル・プレトニョフ（音楽監督）によって創設される。今日では、世界屈指のオーケストラに数えられている。
ロシア国内で定期的に演奏を行い、欧米やアジアなどで世界的に演奏旅行を行い、アメリカ合衆国で定例演奏会を行なっている。バチカン市国を訪れ、ローマ教皇（ヨハネ・パウロ2世）に御前演奏を行なった、ロシアで最初のオーケストラでもある。また、ロシアのオーケストラで最初にイスラエル入りも果たした。ロシアで最初にグラミー賞を授与されたオーケストラでもあり、2004年に、ソフィア・ローレン、ミハイル・ゴルバチョフ元ソ連大統領、ビル・クリントン元米国大統領の朗読による《ピーターと狼》のCDによって、その偉業を達成した。
青少年を対象とした、革新的な芸術文化プログラムによっても評価が高い。
2022年10月ミハイル・プレトニョフの後任の音楽監督にアレクサンドル・ルディンが就任することが報じられた。